# Shanghais hästkapplöpningsbana

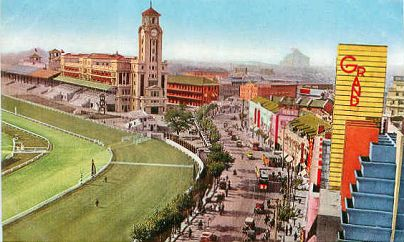
Shanghais hästkapplöpningsbana före 1945.

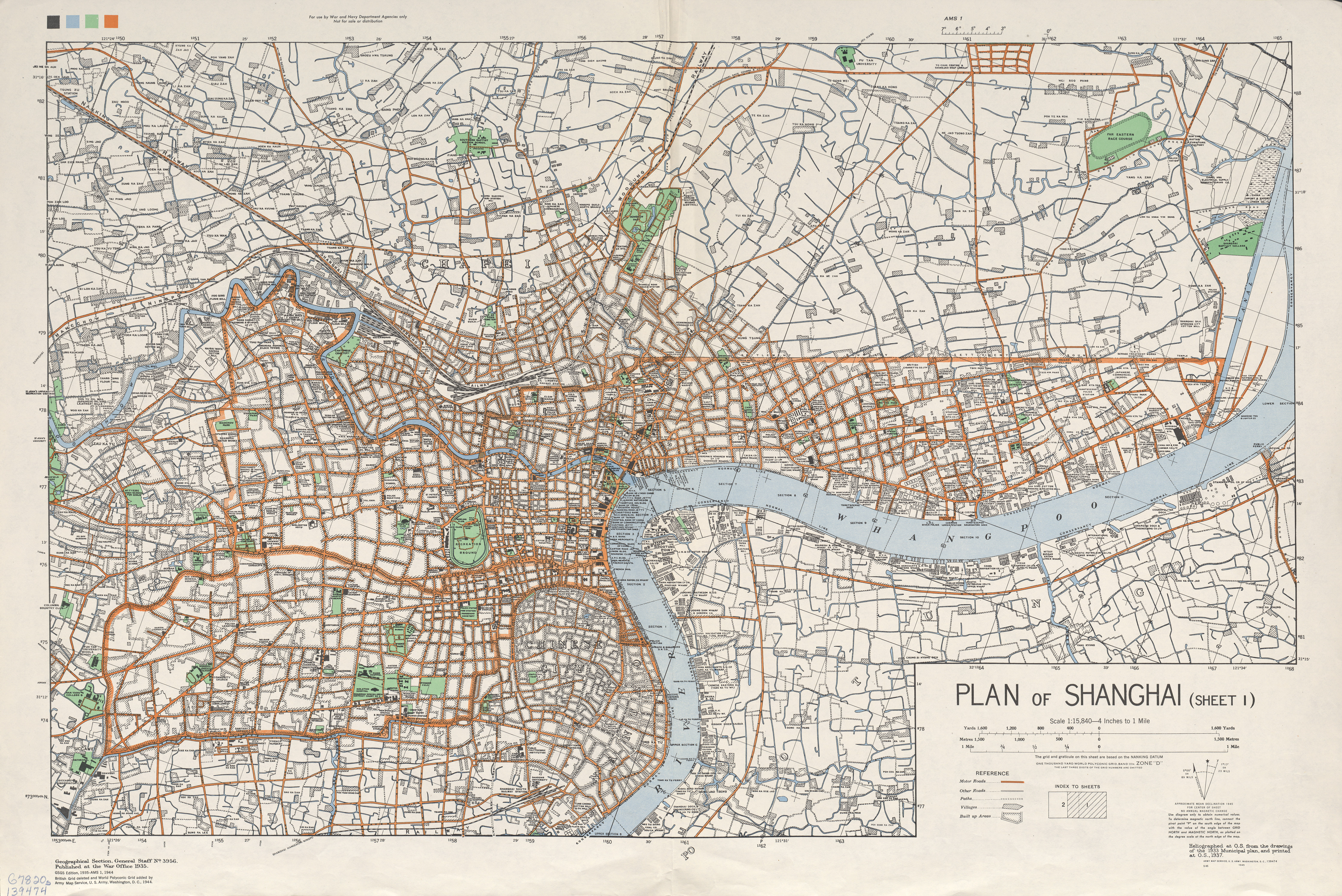
Karta över centrala Shanghai från 1935. Hästkapplöpningsbanan är det gröna ovalformade området nära mitten av bilden.

Shanghais hästkapplöpningsbana byggdes under den tidsperiod då staden Shanghai var uppdelad i flera utländska besittningar. Hästkapplöpningsbanan låg i den brittiska besittningen. Den brittiska kolonialmakten uppförde även hästkapplöpningsbanor i sina besittningar i bland annat Hongkong.
Efter kommunisternas seger i det kinesiska inbördeskriget och grundandet av Folkrepubliken Kina den 1 oktober år 1949 byggdes kapplöpningsbanan om till en allmän park, kallad Renmin Gongyuan (traditionell kinesiska: 人民公園; förenklad kinesiska: 人民公园; hanyu pinyin: Rénmín Gongyúan; sv: Folkets park). Den ursprungliga åskådarläktaren utgör idag Shanghais museum för modern och samtida konst.